# Mrs. Lovett
Mrs. Lovett es un personaje de ficción que ha aparecido en muchas adaptaciones de la historia de Sweeney Todd. Ella, a veces con el nombre de Marjorie, Maggie, Sarah, Nellie, Shirley, Wilhemia o Claudetta. No se sabe si se basa en una persona viva o no. [1] El personaje aparece en el musical de Stephen Sondheim y en la película Sweeney Todd con Johnny Depp como Todd. Ella lo ama y siempre trata de mostrar lo que siente, pero Sweeney parece nunca percatarse ni mostrar interés.

## Leyenda
Mrs. Lovett es cómplice de los crímenes de Sweeney Todd. En la mayoría de las adaptaciones, Todd, que buscan información acerca de su esposa y su hija, después de haber sido exiliado durante quince años en una falsa acusación, llega a la Panadería de Mrs. Lovett. La señora Lovett lo reconoce, y es consciente de su nombre de pila, Benjamin Barker. Ella siempre ha admirado a Todd, y está de acuerdo en mantener su secreto del cambio de identidad. También le informa que su esposa fue violada, traumatizada, y envenenada mientras él estaba ausente. En busca de venganza, utiliza la sala de arriba de la panadería de Mrs. Lovett asesinando a los que ingresan para ser afeitados. Como el precio de la carne está elevado, Mrs. Lovett inicia un plan con Todd para enviar los cadáveres de sus víctimas en una tolva que lleva a la cocina de su casa. Luego, utiliza la carne para cocinar pasteles de carne que llevan su negocio al éxito. También se preocupa por un joven llamado Tobias, que la ve como una figura maternal. Sus características han sido alteradas según las diferentes adaptaciones. Ella es a veces una atractiva belleza o una mujer regordeta y demente. Ella generalmente ama a Sweeney Todd, y está dedicada a él, aunque él no parece darle importancia.
Otra versión de la historia es que Todd y la tienda de Mrs. Lovett estaban una al lado de la otra, y la silla de barbero de Todd operaba un sistema rotatorio de planta similar al medieval Oubliette. Todd, entonces, al abrir el piso rotatorio llevaba a la víctima an sótano de Mrs. Lovett. 90% de las víctimas morían de una fractura de cuello, como consecuencia de ello. El 10% restante moría degollado por Todd. Las víctimas fueron descuartizados y su carne fue al horno en pasteles. Tras el descubrimiento de los crímenes de la pareja, Mrs. Lovett se suicida en la cárcel con veneno, y Todd fue ejecutado después de un juicio.
Sin embargo, en el escenario musical y la película de 2007 del mismo nombre, Todd ve que en realidad él mató a su propia esposa, a quien creía muerta por envenenamiento - en realidad el veneno no la había matado, pero la volvió loca -. Todd culpa a Lovett, quien le dijo que solo la mitad de la verdad. Vuelto loco, bailando con Lovett "Proclamándole" su amor a ella, la lanza en el horno, y la deja quemar hasta la muerte. Todd es asesinado posteriormente por Tobias.

## Intérpretes
El papel ha atraído a varias actrices a representar el papel. Hasta la fecha todas las actrices que han desempeñado el papel en Broadway han ganado nominaciones al Premio Tony.
- Angela Lansbury ganó un Premio Tony por su actuación en el papel originario de la señora Lovett en Broadway en 1979.

- Patti LuPone recibió una nominación al Tony por actuar en el papel en una adaptación de Broadway en el 2005. LuPone tuvo que aprender a tocar la tuba.

- Helena Bonham Carter recibió una nominación para el Globo de Oro por el papel de Mrs. Lovett en el 2007 por la película musical Sweeney Todd. Su caracterización es particularmente amante hacia Tobias, que viene se queda con ella, y ella llora cuando llega a la conclusión de que él puede tener que ser asesinado para silenciarlo cuando sospecha de Todd.

- Beth Fowler ganó un Tony y fue nominada al Drama Desk por su actuación en Sweeney Todd.

- Stella Rho desempeñó el papel en la película de adaptación de 1936. El personaje en esta película se acreditó como Mrs. Lovatt. Su caracterización incluye ser una mujer de negocios con los ojos solo para el dinero que ella y Todd se iban a dividir. Ella dice en la película que no tiene ningún interés en Todd, y llega a su fin fuera de pantalla, no específicamente en el horno.

- Judy Kaye sustituye a Patti LuPone en el 2005 en Broadway, que terminó a principios del 2006.

## Canciones
En el musical Mrs. Lovett canta muchos números sola y con otros personajes. Las pistas fueron todas compuestas por Stephen Sondheim. Estos incluyen:
- The Worst Pies in London
- Poor Thing (con Todd) *
- My Friends (con Todd) *
- Pirelli's Miracle Elixir (con Tobias y Todd) *
- Wait (con Todd)
- A Little Priest (con Todd) *
- God, That's Good (con Tobias y Todd) *
- By the Sea (con Todd) *
- Not While I'm Around (con Tobias) *
- Parlour Songs (con Beadle) **
- Parlour Songs Part 2 (con Beadle y Tobias) **
- Searching (con Todd, Johanna, Anthony, y Lucy) **
- Final Scene (y con Todd Tobias)
- The Ballad of Sweeney Todd (Epílogo) **

(* Editado para la película)
(** No Está en la película)
Sin embargo, en la película este repertorio cambia algo... Y no solo por parte de Mrs. Lovett. También el título de las canciones varía.
- Datos: Q2593808